# Lễ khai mạc Đại hội Thể thao Đông Nam Á 2019
Lễ khai mạc Đại hội Thể thao Đông Nam Á 2019 dự kiến sẽ diễn ra vào tối thứ bảy ngày 30 tháng 11 năm 2019 tại Philippine Arena ở Bocaue, Bulacan.
Đây sẽ là lễ khai mạc Đại hội Thể thao Đông Nam Á đầu tiên được tổ chức tại một địa điểm trong nhà.

## Bối cảnh
Lễ khai mạc sẽ được lấy cảm hứng từ lễ khai mạc Đại hội Thể thao Đông Nam Á 2017 tại Kuala Lumpur, Malaysia và Thế vận hội Mùa đông 2018 tại Pyeongchang, Hàn Quốc. Các nhà tổ chức đã công bố kế hoạch tiến hành thắp sáng ngọn lửa kỹ thuật số trong sự kiện này nhưng nói thêm họ có kế hoạch dự phòng cho "lễ khai mạc truyền thống, bình thường". FiveCurrents, những người sáng tạo nội dung trực tiếp đã tạo ra lễ khai mạc và bế mạc London 2012, sẽ là nhà sản xuất cho lễ khai mạc Đại hội Thể thao Đông Nam Á 2019 cùng với các nhà sản xuất địa phương; Video Sonic và sân khấu thủ công.
Nghệ sĩ người Mỹ gốc Philippines, Apl.de.ap của The Black Eyed Peas sẽ biểu diễn trong lễ khai mạc. Phối hợp với Ryan Cayabyab, anh ấy sẽ biểu diễn một bản phối lại bài hát của đoàn hát của mình được thể hiện bằng nhạc cụ truyền thống của Philippines và nhạc đệm. Trước đây, ban tổ chức đã đàm phán với một nghệ sĩ người Mỹ gốc Philippines khác, Bruno Mars, để làm điều tương tự.
Vào tháng 8 năm 2019, các nhà tổ chức đang lên kế hoạch để các nghệ sĩ địa phương Lea Salonga và Arnel Pineda biểu diễn trong lễ khai mạc.

## Chuẩn bị
Các nhà tổ chức đang phối hợp với Bộ Giao thông Vận tải liên quan đến hậu cần cho đại hội bao gồm cả việc đóng cửa Đường cao tốc Bắc Luzon cho công chúng trong 12 giờ dẫn đến lễ khai mạc.

## Quốc ca
- Lupang Hinirang

## Địa điểm
Philippine Arena sẽ được coi là địa điểm tổ chức lễ khai mạc. Được xây dựng vào năm 2014, đây là đấu trường trong nhà lớn nhất thế giới với sức chứa 55.000 chỗ ngồi.